# Tlalocohyla picta
Tlalocohyla picta es una especie de anfibios de la familia Hylidae.
Habita en Belice, Guatemala, Honduras y México.
Sus hábitats naturales incluyen bosques tropicales o subtropicales secos, marismas de agua dulce, corrientes intermitentes de agua, pastos, plantaciones, jardines rurales, zonas previamente boscosas ahora muy degradadas, estanques, canales y diques.